# NGC 6424
NGC 6424 is een elliptisch sterrenstelsel in het sterrenbeeld Draak. Het hemelobject werd op 5 augustus 1885 ontdekt door de Amerikaanse astronoom Lewis A. Swift.

## Synoniemen
- UGC 10932
- MCG 12-17-1
- ZWG 340.11
- NPM1G +70.0177
- PGC 60552